# Nati nel 1853
| Questa pagina contiene informazioni ricavate automaticamente dalle voci biografiche con l'ausilio del template Bio e di un bot. L'aggiornamento è periodico e automatico e ricostruisce completamente la pagina. Se manca una persona in questa lista, sei pregato di non aggiungerla, ma accertati piuttosto che la sua voce biografica contenga il template Bio e che i dati anagrafici siano correttamente compilati. Se il template Bio manca, inseriscilo tu stesso o, in alternativa, metti l'avviso {{tmp\|Bio}} che ne segnala la mancanza. Se i dati riportati sono sbagliati, correggi direttamente la voce biografica; le modifiche saranno visibili in questa lista entro pochi giorni. Per chiarimenti vedi il progetto biografie. La lista contiene solo le 515 persone che sono citate nell'enciclopedia e per le quali è stato implementato correttamente il template Bio. Pagina aggiornata al 10 ago 2025. |

## Gennaio(44)
- 1º gennaio - Angelo Berenzi, presbitero e scrittore italiano († 1925)
- 1º gennaio - Karl von Einem, generale tedesco († 1934)
- 1º gennaio - Giuseppina Gargano, cantante italiana († 1939)
- 1º gennaio - Hans von Koessler, compositore e direttore d'orchestra tedesco († 1926)
- 1º gennaio - Cesare Pozzo, sindacalista italiano († 1898)
- 1º gennaio - Frank Bigelow Tarbell, grecista, archeologo e docente statunitense († 1920)
- 3 gennaio - Gabrielle Hébert, fotografa francese († 1934)
- 4 gennaio - Şayan Kadin, ottomana († 1945)
- 5 gennaio - George Roux, artista e illustratore francese († 1929)
- 6 gennaio - Jean-Émile Anizan, presbitero francese († 1928)
- 6 gennaio - Woodbridge Nathan Ferris, insegnante e politico statunitense († 1928)
- 7 gennaio - Ludovico Pepe, storico italiano († 1901)
- 9 gennaio - Henning von Holtzendorff, ammiraglio tedesco († 1919)
- 10 gennaio - Lorenzo Cavaliero, politico e avvocato italiano
- 10 gennaio - John Martin Schaeberle, astronomo tedesco († 1924)
- 11 gennaio - Sebastiano Catania, matematico italiano († 1946)
- 11 gennaio - Gustav Falke, poeta e scrittore tedesco († 1916)
- 12 gennaio - Giovanni Battista Arnaud, pittore italiano († 1910)
- 12 gennaio - Gregorio Ricci Curbastro, matematico italiano († 1925)
- 13 gennaio - Camille-Félix Bellanger, pittore e incisore francese († 1923)
- 13 gennaio - Johann Baptist Schott, architetto tedesco († 1913)
- 14 gennaio - Laura Rappoldi, pianista austriaca († 1925)
- 15 gennaio - Rutland Barrington, attore, cantante e baritono britannico († 1922)
- 15 gennaio - Albert Wills McIntire, politico statunitense († 1935)
- 15 gennaio - Tom Ricketts, attore, regista e sceneggiatore britannico († 1939)
- 16 gennaio - Ian Hamilton, generale britannico († 1947)
- 16 gennaio - André Michelin, ingegnere e imprenditore francese († 1931)
- 17 gennaio - Alva Belmont, socialite statunitense († 1933)
- 17 gennaio - Alessandro Portis, geologo e paleontologo italiano († 1931)
- 19 gennaio - Nicola Daspuro, scrittore, giornalista e librettista italiano († 1941)
- 20 gennaio - Friedrich Siebenrock, zoologo austriaco († 1925)
- 22 gennaio - Adolf Jourdan, imprenditore, dirigente sportivo e arbitro di calcio italiano († 1901)
- 22 gennaio - Pavel Ivanovič Miščenko, generale russo († 1918)
- 24 gennaio - Sigbert Josef Maria Ganser, psichiatra tedesco († 1931)
- 24 gennaio - Giulio Masini, politico e medico italiano († 1937)
- 24 gennaio - Paul Julius Möbius, scienziato e neurologo tedesco († 1907)
- 26 gennaio - Ivan Konstantinovič Grigorovič, ammiraglio russo († 1930)
- 26 gennaio - Anto Gvozdenović, militare e politico montenegrino († 1935)
- 28 gennaio - José Martí, scrittore, politico e rivoluzionario cubano († 1895)
- 28 gennaio - Vladimir Sergeevič Solov'ëv, filosofo, teologo e poeta russo († 1900)
- 29 gennaio - Kitasato Shibasaburō, medico e batteriologo giapponese († 1931)
- 30 gennaio - Annibale De Giacomo, medico e politico italiano
- 30 gennaio - Beatrice DeMille, sceneggiatrice inglese († 1923)
- 30 gennaio - Manuel Vitorino Pereira, politico brasiliano († 1902)

## Febbraio(34)
- 1º febbraio - Ottokar Chiari, medico austro-ungarico († 1918)
- 1º febbraio - Oskar Langendorff, cardiologo e fisiologo tedesco († 1908)
- 2 febbraio - Georgios Sourīs, poeta e commediografo greco († 1919)
- 3 febbraio - Leonora Braham, soprano e attrice teatrale britannica († 1931)
- 5 febbraio - José Árbol y Bonilla, ingegnere e astronomo messicano († 1920)
- 7 febbraio - Pietro Romualdo Pirotta, botanico e naturalista italiano († 1936)
- 8 febbraio - Roberto Trompowsky, militare e insegnante brasiliano († 1926)
- 9 febbraio - Francis Greville, V conte di Warwick, nobile e politico britannico († 1924)
- 9 febbraio - Leander Starr Jameson, politico britannico († 1917)
- 9 febbraio - Paul Joseph Jamin, pittore francese († 1903)
- 9 febbraio - Dan Mason, attore e sceneggiatore statunitense († 1929)
- 10 febbraio - Luciano Del Gallo di Roccagiovine, politico italiano († 1917)
- 11 febbraio - Rinaldo Carnielo, scultore italiano († 1910)
- 11 febbraio - Max Martersteig, attore teatrale, scrittore e direttore teatrale tedesco († 1926)
- 13 febbraio - Theodor Caspari, poeta e critico letterario norvegese († 1948)
- 13 febbraio - Francesco Finiguerra, generale italiano († 1918)
- 13 febbraio - Alberto Puschi, archeologo e numismatico italiano († 1922)
- 13 febbraio - Heinrich Vieter, missionario e vescovo cattolico tedesco († 1914)
- 14 febbraio - Bernardo Valentim Moreira de Sá, violinista, musicologo e direttore d'orchestra portoghese († 1924)
- 15 febbraio - Emilio Perinetti, pittore italiano († 1936)
- 15 febbraio - Frederick Treves, medico e chirurgo britannico († 1923)
- 16 febbraio - James Douglas Ogilby, ittiologo e erpetologo britannico († 1925)
- 17 febbraio - Jaroslav Vrchlický, poeta, critico letterario e editore ceco († 1912)
- 18 febbraio - Pietro Bordini, scultore italiano († 1922)
- 18 febbraio - Ernest Fenollosa, storico dell'arte e orientalista statunitense († 1908)
- 18 febbraio - Rita Josefa Pujalte Sánchez, religiosa spagnola († 1936)
- 18 febbraio - Francesco Torraca, storico della letteratura, italianista e politico italiano († 1938)
- 19 febbraio - Francesco Maria Di Francia, presbitero italiano († 1913)
- 19 febbraio - Jacques Doucet, stilista e collezionista d'arte francese († 1929)
- 19 febbraio - Ernesto Marsaglia, ingegnere e politico italiano († 1924)
- 20 febbraio - Sidney Herbert, XIV conte di Pembroke, nobile e politico britannico († 1913)
- 21 febbraio - Armand du Paty de Clam, ufficiale francese († 1916)
- 23 febbraio - Antonio Rivas Mercado, architetto messicano († 1927)
- 26 febbraio - Carlo Alessandro Conighi, ingegnere italiano († 1950)

## Marzo(48)
- 1º marzo - Jean Geoffroy, pittore e illustratore francese († 1924)
- 2 marzo - Ambrosius Hubrecht, zoologo olandese († 1915)
- 2 marzo - Henri Honoré Plé, scultore francese († 1922)
- 2 marzo - Pëtr Ivanovič Ščukin, collezionista d'arte russo († 1912)
- 3 marzo - James Stopford, VI conte di Courtown, nobile irlandese († 1933)
- 4 marzo - Hector MacDonald, generale britannico († 1903)
- 5 marzo - Ugo Gheduzzi, pittore italiano († 1925)
- 5 marzo - Howard Pyle, illustratore e scrittore statunitense († 1911)
- 6 marzo - John Tunstall, allevatore britannico († 1878)
- 7 marzo - Cecilia Maria de Candia, scrittrice britannica († 1926)
- 7 marzo - Angelo De Vico, scultore italiano († 1932)
- 7 marzo - Nina Genke-Meller, artista russa († 1954)
- 7 marzo - William Onslow, IV conte di Onslow, politico inglese († 1911)
- 8 marzo - Frank S. Black, politico statunitense († 1913)
- 9 marzo - Mario Michielli, compositore italiano
- 9 marzo - Nicholas Spit, vescovo vetero-cattolico olandese († 1929)
- 10 marzo - Higaonna Kanryō, karateka e maestro di karate giapponese († 1915)
- 10 marzo - Luigi Rossi, pittore e illustratore svizzero († 1923)
- 11 marzo - Salvatore Pincherle, matematico italiano († 1936)
- 11 marzo - Francesco Tedesco, politico italiano († 1921)
- 12 marzo - Giovanni Broggi, scultore italiano († 1919)
- 12 marzo - Eduardo Scarpetta, attore e commediografo italiano († 1925)
- 14 marzo - Arthur Cursham, calciatore inglese († 1884)
- 14 marzo - Ferdinand Hodler, pittore svizzero († 1918)
- 14 marzo - Max Saenger, ginecologo tedesco († 1903)
- 15 marzo - Alfred Hillebrandt, indologo e filologo tedesco († 1927)
- 15 marzo - Ludwig Kumlien, ornitologo statunitense († 1902)
- 16 marzo - William Eagle Clarke, ornitologo britannico († 1938)
- 16 marzo - Heinrich Kayser, fisico tedesco († 1940)
- 17 marzo - Augusto Scaramella Manetti, agronomo, dirigente d'azienda e politico italiano († 1920)
- 18 marzo - Antoine Bernard d'Attanoux, esploratore e giornalista francese († 1954)
- 18 marzo - William Maynard, calciatore inglese († 1921)
- 19 marzo - Tullo Masi, generale, patriota e politico italiano († 1915)
- 20 marzo - Dmitrij Sergeevič Sipjagin, politico russo († 1902)
- 22 marzo - Isidor Kaufmann, pittore ungherese († 1921)
- 22 marzo - Clément Maurice, regista, produttore cinematografico e fotografo francese († 1933)
- 23 marzo - Mozaffar al-Din Shah Qajar, sovrano persiano († 1907)
- 26 marzo - Salvatore Frangiamore, pittore italiano († 1915)
- 28 marzo - Pierre Bazy, chirurgo francese († 1934)
- 28 marzo - Jacob Breda Bull, scrittore, giornalista e editore norvegese († 1930)
- 28 marzo - Antonio Carlini, scultore e pittore italiano († 1945)
- 28 marzo - Rudolf Kittel, biblista tedesco († 1929)
- 29 marzo - Pavel von Benckendorff, militare tedesco († 1921)
- 29 marzo - Giuseppe Mor, poeta italiano († 1923)
- 29 marzo - Elihu Thomson, ingegnere e inventore statunitense († 1937)
- 30 marzo - Carlo del Balzo, scrittore e politico italiano († 1908)
- 30 marzo - Vincent van Gogh, pittore olandese († 1890)
- 31 marzo - Isaac Bayley Balfour, botanico scozzese († 1922)

## Aprile(30)
- 1º aprile - Marcello Amero d'Aste Stella, ammiraglio e politico italiano († 1931)
- 1º aprile - Søren Nielsen, produttore cinematografico e regista danese († 1922)
- 2 aprile - Antonio Cavalieri Ducati, ingegnere e imprenditore italiano († 1927)
- 2 aprile - Max Leenhardt, pittore francese († 1941)
- 4 aprile - Thomas Lincoln III, statunitense († 1871)
- 4 aprile - Károly Zipernowsky, ingegnere ungherese († 1942)
- 5 aprile - Alfonso Rendano, pianista e compositore italiano († 1931)
- 6 aprile - Alois Höfler, filosofo e psicologo austriaco († 1922)
- 6 aprile - Emil Jellinek, imprenditore e diplomatico austriaco († 1918)
- 7 aprile - Leopoldo, duca di Albany, nobile britannico († 1884)
- 10 aprile - Owen Hall, scrittore, critico teatrale e librettista britannico († 1907)
- 10 aprile - Gabriella Rasponi Spalletti, socialite italiana († 1931)
- 10 aprile - William Smart, economista britannico († 1915)
- 12 aprile - Antonio Citterio, architetto italiano († 1936)
- 12 aprile - James Mackenzie, fisiologo e cardiologo scozzese († 1925)
- 14 aprile - Francesco Spinelli, presbitero italiano († 1913)
- 17 aprile - Arthur Schoenflies, mineralogista tedesco († 1928)
- 18 aprile - Giuseppe Croce, artigiano, politico e giornalista italiano († 1915)
- 18 aprile - Vladimir Nikolaevič Kokovcov, politico russo († 1943)
- 19 aprile - Giovanni Dattari, numismatico italiano († 1923)
- 19 aprile - Sophie Reimers, attrice norvegese († 1932)
- 22 aprile - Alphonse Bertillon, criminologo francese († 1914)
- 23 aprile - Thomas Nelson Page, scrittore, avvocato e diplomatico statunitense († 1922)
- 24 aprile - Isaac Newell, insegnante inglese († 1907)
- 26 aprile - Robert Davidsohn, storico tedesco († 1937)
- 27 aprile - Jules Lemaître, scrittore francese († 1914)
- 27 aprile - Giovanni Battista Marenco, arcivescovo cattolico italiano († 1921)
- 28 aprile - Jules Comby, pediatra francese († 1947)
- 28 aprile - Victor Grosvenor, conte di Grosvenor, nobile inglese († 1884)
- 29 aprile - Pietro Antonelli, diplomatico, esploratore e politico italiano († 1901)

## Maggio(29)
- 1º maggio - Amédée Galzin, micologo e veterinario francese († 1925)
- 1º maggio - Jacob Gordin, scrittore russo († 1909)
- 1º maggio - Augusto Guidini, architetto e urbanista svizzero († 1928)
- 2 maggio - Antonio Maura, avvocato e politico spagnolo († 1925)
- 2 maggio - Carl Rabl, anatomista austriaco († 1917)
- 6 maggio - Philander Chase Knox, politico e avvocato statunitense († 1921)
- 7 maggio - Joao Eboli, medico italiano († 1923)
- 7 maggio - Arthur Henry Shakespeare Lucas, insegnante e botanico britannico († 1936)
- 7 maggio - Franz Wickhoff, storico dell'arte austriaco († 1909)
- 11 maggio - Benedetto Lorenzelli, cardinale e arcivescovo cattolico italiano († 1915)
- 13 maggio - Giulio Alessio, economista e politico italiano († 1940)
- 14 maggio - Hall Caine, scrittore e drammaturgo britannico († 1931)
- 15 maggio - Sof'ja Illarionovna Bardina, rivoluzionaria russa († 1883)
- 16 maggio - Guillaume Dubufe, pittore francese († 1909)
- 19 maggio - Knut Agathon Wallenberg, banchiere e politico svedese († 1938)
- 20 maggio - Idelfonso Nieri, filologo italiano († 1920)
- 21 maggio - Mariano Borgatti, militare italiano († 1933)
- 21 maggio - Heinrich Lammasch, politico e giurista austriaco († 1920)
- 22 maggio - Ruggero Mariotti, avvocato e politico italiano († 1917)
- 22 maggio - Frederick Ruckstull, scultore e critico d'arte statunitense († 1942)
- 23 maggio - Bernhard Seuffert, filologo austriaco († 1938)
- 25 maggio - Luigi Secchi, scultore italiano († 1921)
- 26 maggio - Augusto Corelli, pittore italiano († 1918)
- 26 maggio - John Wesley Hardin, pistolero statunitense († 1895)
- 26 maggio - Oreste Murani, fisico e politico italiano († 1937)
- 26 maggio - August Schmarsow, storico dell'arte e docente tedesco († 1936)
- 27 maggio - Henri-Paul Nénot, architetto francese († 1934)
- 28 maggio - Carl Larsson, pittore e illustratore svedese († 1919)
- 29 maggio - Francesco Fanciulli, direttore di banda e compositore italiano († 1915)

## Giugno(29)
- 3 giugno - Flinders Petrie, egittologo e archeologo britannico († 1942)
- 5 giugno - Lucina Hagman, politica, scrittrice e docente finlandese († 1946)
- 5 giugno - Francesco Innamorati, avvocato e politico italiano († 1923)
- 5 giugno - John Francis Regis Canevin, arcivescovo cattolico statunitense († 1927)
- 6 giugno - John Edward Courtenay Bodley, saggista inglese († 1925)
- 6 giugno - Pietro Di Vico, magistrato e politico italiano († 1939)
- 6 giugno - Giuseppe Sauli D'Igliano, pittore italiano († 1928)
- 10 giugno - Alexander Watson Hutton, dirigente sportivo e insegnante scozzese († 1936)
- 11 giugno - Jules Repond, ufficiale svizzero († 1933)
- 13 giugno - Othon Riemann, latinista e filologo classico francese († 1891)
- 14 giugno - Angelo Micheletti, ceramista e museologo italiano († 1901)
- 15 giugno - Harry Bradshaw, allenatore di calcio britannico († 1924)
- 17 giugno - Martin Krause, pianista e critico musicale tedesco († 1918)
- 17 giugno - George Montagu, VIII duca di Manchester, nobile e politico inglese († 1892)
- 17 giugno - Eugenio Valli, avvocato, giornalista e politico italiano († 1924)
- 18 giugno - Marion Graves Anthon Fish, socialite statunitense († 1915)
- 19 giugno - Salvatore Lilli, presbitero italiano († 1895)
- 20 giugno - Erich Schmidt, storico della letteratura tedesco († 1913)
- 20 giugno - Luigi Spandre, vescovo cattolico italiano († 1932)
- 21 giugno - Alfredo Dallolio, generale e politico italiano († 1952)
- 21 giugno - Peder Vilhelm Jenser Klint, architetto, ingegnere e pittore danese († 1930)
- 23 giugno - Magdeleine Real del Sarte, pittrice francese († 1927)
- 25 giugno - Primo Levi, scrittore e giornalista italiano († 1917)
- 26 giugno - Arthur John Stanley, calciatore e tennista britannico († 1935)
- 28 giugno - Adolph Strümpell, neurologo tedesco († 1925)
- 29 giugno - Paul Véronge de la Nux, compositore francese († 1928)
- 29 giugno - Archibald Robertson, vescovo anglicano e teologo britannico († 1931)
- 30 giugno - Adolf Furtwängler, archeologo e storico dell'arte tedesco († 1907)
- 30 giugno - Tom McLaury, pistolero statunitense († 1881)

## Luglio(40)
- 4 luglio - Piero Giacosa, entomologo e medico italiano († 1928)
- 5 luglio - Tivadar Kosztka Csontváry, pittore ungherese († 1919)
- 5 luglio - Giovanni Lomazzi, orafo italiano († 1925)
- 5 luglio - Charles Mengin, pittore e scultore francese († 1933)
- 5 luglio - Cecil Rhodes, imprenditore e politico britannico († 1902)
- 6 luglio - Gaetano Rummo, medico e politico italiano († 1917)
- 7 luglio - Maria Spelterini, circense italiana († 1912)
- 9 luglio - Édouard Rosset-Granger, pittore francese († 1934)
- 12 luglio - Rosario Alagna, matematico italiano († 1924)
- 12 luglio - Louis Charles Trabut, botanico e fisico francese († 1929)
- 13 luglio - Albert Ulrik Bååth, scrittore e poeta svedese († 1912)
- 13 luglio - Rodolfo Gustavo da Paixão, politico brasiliano († 1925)
- 15 luglio - Salomon Bibo, mercante e politico tedesco († 1934)
- 15 luglio - Camillo Di Sciullo, tipografo e anarchico italiano († 1935)
- 15 luglio - Marija Ermolova, attrice russa († 1928)
- 16 luglio - Amero Cagnoni, pittore, illustratore e disegnatore italiano († 1923)
- 17 luglio - Léon Jehin, direttore d'orchestra e compositore belga († 1928)
- 17 luglio - Alexius Meinong, filosofo austriaco († 1920)
- 17 luglio - Ludwik Ćwikliński, filologo classico polacco († 1942)
- 18 luglio - Hendrik Lorentz, fisico olandese († 1928)
- 18 luglio - Angelo Morbelli, pittore italiano († 1919)
- 20 luglio - Aleksandr Bagration-Mukhrani, militare georgiano († 1918)
- 22 luglio - Alfred Messel, architetto tedesco († 1909)
- 23 luglio - Vincenzo Filonardi, politico e militare italiano († 1916)
- 24 luglio - Henri-Alexandre Deslandres, astronomo francese († 1948)
- 24 luglio - Camillo Guidi, ingegnere italiano († 1941)
- 24 luglio - Alessandro Parisotti, compositore e critico musicale italiano († 1913)
- 25 luglio - David Belasco, drammaturgo, impresario teatrale e regista teatrale statunitense († 1931)
- 25 luglio - Giuseppe Petrai, scrittore, sceneggiatore e regista italiano († 1941)
- 25 luglio - Leopoldo Torlonia, politico italiano († 1918)
- 26 luglio - Gaetano De Lai, cardinale e vescovo cattolico italiano († 1928)
- 26 luglio - Paolo Gazzaniga, matematico italiano († 1930)
- 26 luglio - Francesco Jerace, pittore e scultore italiano († 1937)
- 26 luglio - Rynner Van Heste, ciclista su strada statunitense († 1931)
- 27 luglio - Clementina Black, scrittrice inglese († 1922)
- 27 luglio - Vladimir Galaktionovič Korolenko, scrittore russo († 1921)
- 27 luglio - Gustav Lund, attore e regista danese († 1948)
- 27 luglio - Antonio Tambosi, politico, imprenditore e mecenate italiano († 1921)
- 30 luglio - Julian Fałat, pittore polacco († 1929)
- 31 luglio - Wilhelm Uhthoff, oculista tedesco († 1927)

## Agosto(29)
- 1º agosto - Willoughby Dayton Miller, medico, microbiologo e odontoiatra statunitense († 1907)
- 3 agosto - Luigi Boschi, vescovo cattolico italiano († 1924)
- 3 agosto - Giuseppe Botti, archeologo italiano († 1903)
- 3 agosto - Maria Wiik, pittrice finlandese († 1928)
- 4 agosto - John Henry Twachtman, pittore e docente statunitense († 1902)
- 6 agosto - Antonio Ursino Recupero, politico e mecenate italiano († 1925)
- 8 agosto - Gian Stefano Cremaschi, scrittore italiano († 1935)
- 8 agosto - Gabriel Gustafson, archeologo svedese († 1915)
- 8 agosto - Johann Niederwieser, alpinista austriaca († 1902)
- 11 agosto - Adelaide Herrmann, illusionista e attrice inglese († 1932)
- 11 agosto - Giulio Silvestrelli, diplomatico e storico italiano († 1938)
- 11 agosto - Cesare Tallone, pittore italiano († 1919)
- 12 agosto - Alfonso Lucifero, nobile, politico e scrittore italiano († 1925)
- 13 agosto - Asta Nørregaard, pittrice norvegese († 1933)
- 13 agosto - Antonio Salandra, politico e giurista italiano († 1931)
- 14 agosto - Ugo Pendini, pittore italiano
- 15 agosto - Silvio Giulio Rotta, pittore italiano († 1913)
- 17 agosto - Peter Bryce, medico e scrittore canadese († 1932)
- 17 agosto - Nicolò d'Alfonso, filosofo, pedagogista e medico italiano († 1933)
- 18 agosto - Heinrich Botho Scheube, medico tedesco († 1923)
- 21 agosto - Teodoro Valfrè di Bonzo, cardinale e arcivescovo cattolico italiano († 1922)
- 21 agosto - Henry Wellcome, farmacista e imprenditore statunitense († 1936)
- 22 agosto - Eugenio Niccolini, imprenditore e politico italiano († 1939)
- 26 agosto - Enrico Maionica, archeologo e epigrafista italiano († 1916)
- 27 agosto - Dorsey William Shackleford, politico e avvocato statunitense († 1936)
- 28 agosto - Jan Dobruský, compositore di scacchi boemo († 1907)
- 28 agosto - Francesco I del Liechtenstein, principe austriaco († 1938)
- 28 agosto - Charles Lotin Hildreth, scrittore, poeta e giornalista statunitense († 1896)
- 28 agosto - Vladimir Grigor'evič Šuchov, architetto e ingegnere russo († 1939)

## Settembre(44)
- 1º settembre - Aleksej Alekseevič Brusilov, generale russo († 1926)
- 1º settembre - Giuseppe Muscat Azzopardi, avvocato, scrittore e linguista maltese († 1927)
- 2 settembre - Ferdinand Karsch, entomologo, aracnologo e antropologo tedesco († 1936)
- 2 settembre - Wilhelm Ostwald, chimico tedesco († 1932)
- 3 settembre - Robert Vidal, calciatore inglese († 1914)
- 4 settembre - Hermann Wissmann, esploratore tedesco († 1905)
- 5 settembre - Giuseppe Barison, pittore italiano († 1931)
- 5 settembre - Francesco Della Valle, giornalista e politico italiano
- 5 settembre - Luciano Ferragni, avvocato e politico italiano († 1911)
- 5 settembre - Alfred Stratford, calciatore inglese († 1914)
- 5 settembre - Henry Fitch Taylor, pittore statunitense († 1925)
- 6 settembre - Giuseppe Sordini, archeologo, critico d'arte e funzionario italiano († 1914)
- 9 settembre - Pierre Marie, neurologo e medico francese († 1940)
- 10 settembre - Ferdinand Blumentritt, etnografo, educatore e scrittore austro-ungarico († 1913)
- 11 settembre - Blair Cochrane, velista britannico († 1928)
- 11 settembre - Katharina Schratt, attrice teatrale austriaca († 1940)
- 12 settembre - Boghos Bedros XIII Terzian, turco († 1931)
- 13 settembre - Hans Christian Gram, medico, patologo e farmacologo danese († 1938)
- 13 settembre - Sof'ja L'vovna Perovskaja, rivoluzionaria russa († 1881)
- 14 settembre - Albert Gauthier de Clagny, politico e avvocato francese († 1927)
- 14 settembre - Marc-Emile Ruchet, politico svizzero († 1912)
- 15 settembre - Giuseppe Botterini de Pelosi, avvocato e politico italiano († 1927)
- 15 settembre - Joseph-Félix Bouchor, pittore francese († 1937)
- 16 settembre - Albrecht Kossel, medico, chimico e fisiologo tedesco († 1927)
- 17 settembre - Henry C. De Mille, commediografo statunitense († 1893)
- 18 settembre - Francesco Filippini, pittore italiano († 1895)
- 18 settembre - Heinrich Unverricht, medico tedesco († 1912)
- 19 settembre - Florentino Ameghino, naturalista, zoologo e paleontologo argentino († 1911)
- 19 settembre - Michele Gennaro di Braganza, nobile († 1927)
- 20 settembre - Chulalongkorn, sovrano siamese († 1910)
- 21 settembre - Heike Kamerlingh Onnes, fisico olandese († 1926)
- 21 settembre - Edmund Blair Leighton, pittore britannico († 1922)
- 21 settembre - Henry Wace, calciatore inglese († 1947)
- 22 settembre - Salvatore Baldassarre, veterinario italiano († 1917)
- 23 settembre - Fritz von Below, generale tedesco († 1918)
- 23 settembre - Maria Elisabetta di Sassonia-Meiningen, principessa († 1923)
- 25 settembre - Juan Francisco González, pittore cileno († 1933)
- 25 settembre - Josef Herzig, chimico austriaco († 1924)
- 28 settembre - Herbert Ayling, attore teatrale statunitense († 1919)
- 28 settembre - Christian Klucker, alpinista, insegnante e politico svizzero († 1928)
- 29 settembre - Thyra di Danimarca, principessa danese († 1933)
- 29 settembre - Henri Goelzer, filologo classico francese († 1929)
- 29 settembre - Primo Lagasi, notaio e politico italiano († 1936)
- 30 settembre - David Hunter Blair, scrittore e abate scozzese († 1939)

## Ottobre(48)
- 1º ottobre - René Vallery-Radot, scrittore e biografo francese († 1933)
- 2 ottobre - Vere St. Leger Goold, tennista e criminale irlandese († 1909)
- 2 ottobre - Blanche Roosevelt, soprano e scrittrice statunitense († 1898)
- 3 ottobre - Raffaele D'Atri, pianista, docente e compositore italiano († 1924)
- 4 ottobre - Armando Palacio Valdés, scrittore e critico letterario spagnolo († 1938)
- 5 ottobre - Johann Nepomuk Schnabl, micologo tedesco († 1899)
- 5 ottobre - Konstantin Stoilov, politico bulgaro († 1901)
- 6 ottobre - Francis Meadow Sutcliffe, fotografo britannico († 1941)
- 6 ottobre - Thomas Shaughnessy, I barone Shaughnessy, imprenditore canadese († 1923)
- 7 ottobre - Luigi Andreoni, ingegnere italiano († 1936)
- 7 ottobre - Cecil Wingfield-Stratford, calciatore inglese († 1939)
- 8 ottobre - Hugo Toeppen, lottatore statunitense († 1933)
- 10 ottobre - Jeanne Immink, alpinista e sportiva olandese († 1929)
- 10 ottobre - Victor Howard Metcalf, politico statunitense († 1936)
- 12 ottobre - Giovanni Cassis, magistrato, prefetto e politico italiano († 1938)
- 12 ottobre - Alessandro Kraus, musicologo e pianista sammarinese († 1931)
- 13 ottobre - Francesco De Rosa, militare italiano († 1896)
- 13 ottobre - Martin Kollár, presbitero, giornalista e politico slovacco († 1919)
- 13 ottobre - Lillie Langtry, attrice britannica († 1929)
- 13 ottobre - Marie Ohier, giocatrice di croquet francese († 1941)
- 13 ottobre - Gilda Ruta, pianista e compositrice italiana († 1932)
- 14 ottobre - Carlo Brighi, violinista e compositore italiano († 1915)
- 14 ottobre - Axel Christian Zetlitz Kielland, politico norvegese († 1924)
- 14 ottobre - Ciprian Porumbescu, compositore romeno († 1883)
- 14 ottobre - Charles Newton Robinson, schermidore britannico († 1913)
- 16 ottobre - Emilio Aceval, politico paraguaiano († 1931)
- 16 ottobre - Ettore Nadalini, politico italiano († 1943)
- 17 ottobre - S. Karonin, scrittore e politico russo († 1892)
- 17 ottobre - Marija Aleksandrovna Romanova, nobile russa († 1920)
- 20 ottobre - Albert Gallois, esperantista francese († 1937)
- 20 ottobre - Claes Lagergren, collezionista d'arte e nobile svedese († 1930)
- 21 ottobre - Werner Körte, chirurgo tedesco († 1937)
- 21 ottobre - Luigi Mercatelli, giornalista, politico e diplomatico italiano († 1922)
- 22 ottobre - Carlo Rosaspina, attore teatrale italiano († 1929)
- 23 ottobre - João Capistrano de Abreu, storico brasiliano († 1927)
- 23 ottobre - William Lamb Picknell, pittore statunitense († 1897)
- 24 ottobre - J. P. Postgate, latinista e grecista britannico († 1926)
- 24 ottobre - Friedrich Pourtalès, diplomatico tedesco († 1928)
- 25 ottobre - Sydney Buxton, politico britannico († 1934)
- 25 ottobre - Karl August Otto Hoffmann, botanico e insegnante tedesco († 1909)
- 26 ottobre - David George Ritchie, filosofo scozzese († 1903)
- 29 ottobre - Francesco Bassani, geologo, paleontologo e ittiologo italiano († 1916)
- 29 ottobre - Eberhard Gothein, storico e economista tedesco († 1923)
- 29 ottobre - Tommaso Mauro, politico italiano († 1939)
- 29 ottobre - Silvestro Picardi, politico italiano († 1904)
- 30 ottobre - Louise Abbéma, pittrice francese († 1927)
- 31 ottobre - Nikolaj Ivanovič Kibal'čič, rivoluzionario e giornalista russo († 1881)
- 31 ottobre - Stefan Stambolov, politico bulgaro († 1895)

## Novembre(37)
- 1º novembre - Carlo Esterle, ingegnere italiano († 1918)
- 2 novembre - Angelo Persico, magistrato e politico italiano († 1924)
- 2 novembre - Casimir Semelaigne, schermidore francese († 1924)
- 3 novembre - Giuseppe Bracci Testasecca, ingegnere e politico italiano († 1913)
- 4 novembre - Constantin von Monakow, neurologo russo († 1930)
- 7 novembre - Luigi Failla Tedaldi, entomologo italiano († 1933)
- 9 novembre - José Bermudo Mateos, pittore spagnolo († 1920)
- 9 novembre - Gabriel Hanotaux, politico, storico e diplomatico francese († 1944)
- 9 novembre - Emidio Martini, grecista, filologo classico e bibliotecario italiano († 1940)
- 9 novembre - Stanford White, architetto statunitense († 1906)
- 12 novembre - Gregorio Gregorj, imprenditore e politico italiano († 1931)
- 12 novembre - Oskar Panizza, medico, scrittore e pubblicista tedesco († 1921)
- 13 novembre - John Drew, Jr., attore teatrale statunitense († 1927)
- 13 novembre - Pietro Milano Franco d'Aragona, magistrato e politico italiano († 1942)
- 14 novembre - Anna D'Angeri, soprano italiano († 1907)
- 14 novembre - Vasile Zottu, generale rumeno († 1916)
- 15 novembre - Giovanni Donadoni, politico italiano († 1911)
- 15 novembre - Leopoldo Usseglio, storico e politico italiano († 1919)
- 17 novembre - Aleksandr Nikanorovič Novoskol'cev, pittore russo († 1919)
- 20 novembre - Oskar Potiorek, generale austro-ungarico († 1933)
- 21 novembre - Ḥusayn Kāmil, sultano egiziano († 1917)
- 22 novembre - Clemens von Ketteler, diplomatico tedesco († 1900)
- 22 novembre - Benjamin Keys, arciere statunitense († 1911)
- 22 novembre - Edoardo Soderini, politico italiano († 1934)
- 23 novembre - Giuseppina Bozzacchi, danzatrice italiana († 1870)
- 23 novembre - Leo Anton Carl de Ball, astronomo tedesco († 1916)
- 24 novembre - Virginio Retali, matematico italiano († 1930)
- 25 novembre - Jozef Škultéty, critico letterario, linguista e storico slovacco († 1948)
- 26 novembre - Paul Fournier, giurista, storico e medievista francese († 1935)
- 26 novembre - Angelo Passerini, imprenditore e politico italiano († 1940)
- 26 novembre - Karl Sudhoff, storico tedesco († 1938)
- 27 novembre - Frank Dicksee, pittore e illustratore britannico († 1928)
- 27 novembre - Emanuele Greppi, nobile, avvocato e politico italiano († 1931)
- 27 novembre - Emilio Maraini, imprenditore e politico svizzero († 1916)
- 27 novembre - Bat Masterson, poliziotto, pistolero e giornalista statunitense († 1921)
- 28 novembre - Ernst August Max von Bacmeister, ufficiale prussiano († 1938)
- 29 novembre - Andrea Fiore, vescovo cattolico italiano († 1914)

## Dicembre(37)
- 1º dicembre - Virgilio Alterocca, imprenditore italiano († 1910)
- 2 dicembre - Alice Stewart Ker, medico e docente scozzese († 1943)
- 3 dicembre - Lidija Nikolaevna Figner, rivoluzionaria russa († 1920)
- 4 dicembre - Giuseppe Colica, ingegnere e scrittore italiano
- 4 dicembre - Errico Malatesta, anarchico e scrittore italiano († 1932)
- 5 dicembre - Alfredo Comandini, giornalista e politico italiano († 1923)
- 5 dicembre - Nicola Giorgi, politico italiano († 1909)
- 8 dicembre - Maria Latini, modella italiana († 1900)
- 8 dicembre - Carl von Bergen, pittore tedesco († 1933)
- 9 dicembre - Laurits Tuxen, pittore e scultore danese († 1927)
- 11 dicembre - Jacob Wackernagel, linguista svizzero († 1938)
- 12 dicembre - Clarence Angier, golfista statunitense († 1926)
- 13 dicembre - Leonardo Bazzaro, pittore italiano († 1937)
- 13 dicembre - Carlo Giuseppe Cecchini, arcivescovo cattolico italiano († 1916)
- 14 dicembre - Temistocle Calzecchi Onesti, fisico e inventore italiano († 1922)
- 15 dicembre - Theodor von Frimmel, musicologo, storico dell'arte e medico austriaco († 1928)
- 16 dicembre - Roberto Ferruzzi, pittore italiano († 1934)
- 17 dicembre - Émile Roux, medico e microbiologo francese († 1933)
- 18 dicembre - Santi Bivona, medico, oculista e storico italiano († 1932)
- 18 dicembre - Ralph Delmore, attore statunitense († 1923)
- 19 dicembre - Riccardo Antoniazzi, liutaio italiano († 1912)
- 19 dicembre - Michele Bettega, alpinista austriaca († 1937)
- 20 dicembre - Julia Beck, pittrice svedese († 1935)
- 21 dicembre - Louis Napoléon Eugène Jules Jean Espinasse, generale francese († 1934)
- 21 dicembre - Isolde Kurz, scrittrice e poetessa tedesca († 1944)
- 22 dicembre - Teresa Carreño, pianista, soprano e compositrice venezuelana († 1917)
- 22 dicembre - Evgraf Stepanovič Fëdorov, matematico e mineralogista russo († 1919)
- 22 dicembre - Édouard de Reszke, basso polacco († 1917)
- 23 dicembre - William Henry Moody, politico statunitense († 1917)
- 24 dicembre - Natale Tommasi, architetto italiano († 1923)
- 25 dicembre - Ernest Arnfield, allenatore di calcio inglese († 1945)
- 25 dicembre - Joseph Lateiner, drammaturgo rumeno († 1935)
- 26 dicembre - René Bazin, scrittore francese († 1932)
- 26 dicembre - Wilhelm Dörpfeld, architetto e archeologo tedesco († 1940)
- 30 dicembre - André Messager, compositore e direttore d'orchestra francese († 1929)
- 31 dicembre - Tasker H. Bliss, generale statunitense († 1930)
- 31 dicembre - Teréza Nováková, scrittrice, editrice e etnografa ceca († 1912)

## Senza giorno specificato(66)
- Louise Marie Acoquat, pittrice francese († 1941)
- Cecilio Arpesani, architetto italiano († 1924)
- Nagm al-Saltanah, principessa persiana († 1932)
- Cheikh Ahmadou Bamba, religioso senegalese († 1927)
- Giuseppe Barbanti Brodano, politico e avvocato italiano († 1931)
- George Barrow, geologo scozzese († 1932)
- Giuseppe Boaro, regista italiano († 1939)
- Gaston Bonnier, botanico francese († 1922)
- Luigi Borzì, ingegnere e architetto italiano († 1919)
- Ottavio Briccola, generale italiano († 1924)
- Jacques Marie Eugène Godefroy Cavaignac, politico francese († 1905)
- Victor Collin de Plancy, diplomatico e collezionista d'arte francese († 1924)
- Santi Consoli, storico, letterato e politico italiano († 1927)
- Fermo Corni, imprenditore italiano († 1934)
- William Cowper, attore inglese († 1918)
- Panagiōtīs Dagklīs, generale e politico greco († 1924)
- Giuseppe Depanis, avvocato e critico musicale italiano († 1942)
- Luigi Druetti, generale italiano († 1919)
- Héloïse Durant Rose, poetessa e commediografa statunitense († 1943)
- Riccardo Fabris, funzionario, saggista e patriota italiano († 1911)
- Carlo Fadda, giurista italiano († 1931)
- Damat Ferid Pascià, politico ottomano († 1923)
- Julia Constance Fletcher, scrittrice inglese († 1938)
- Johnston Forbes-Robertson, attore teatrale inglese († 1937)
- Fozio di Alessandria, vescovo ortodosso greco († 1925)
- Francis Hagerup, politico norvegese († 1921)
- Eugen Hartmann, imprenditore tedesco († 1915)
- Joseph Hazelton, attore statunitense († 1936)
- William Francis Hillebrand, chimico statunitense († 1925)
- Charles Howard Hinton, scrittore britannico († 1907)
- Ferdinand Kilger, alpinista, fotografo e scrittore tedesco († 1893)
- Aleksandr Aleksandrovič Kvjatkovskij, rivoluzionario russo († 1880)
- Charles Carmichael Lacaita, botanico e politico britannico († 1933)
- Thomas Lathrop Stedman, medico e editore statunitense († 1938)
- Liu Fengchun, insegnante cinese († 1922)
- Michele Lojacono Pojero, botanico italiano († 1919)
- Ma Gui, insegnante cinese († 1940)
- Giovanni Marchese, agronomo e divulgatore scientifico italiano († 1922)
- Consuelo Yznaga, filantropa statunitense († 1909)
- Sherman McMasters, pistolero statunitense
- Arthur Michael, chimico statunitense († 1942)
- Hamud bin Mohammed di Zanzibar, sultano tanzaniano († 1902)
- Oda Nobutoshi, politico e militare giapponese († 1901)
- Dmitrij Nikolaevič Ovsjaniko-Kulikovskij, linguista e critico letterario russo († 1921)
- Giovanni Pardi, ceramista italiano († 1929)
- Juan Bautista Quirós Segura, politico costaricano († 1934)
- Tamatoa VI, re († 1905)
- Pëtr Ivanovič Račkovskij, agente segreto russo († 1910)
- Giuseppe Ricci, pittore italiano († 1901)
- Martin Roche, architetto statunitense († 1927)
- Fanny Salazar Zampini, scrittrice, giornalista e traduttrice italiana († 1931)
- Scipione Simoni, pittore italiano († 1918)
- Teresina Singer, soprano slovacca († 1928)
- Ernesto Sivori, baritono italiano († 1923)
- Chaim Soloveitchik, rabbino e educatore bielorusso († 1918)
- Charles Soret, fisico svizzero († 1904)
- Enrico Spelta, pittore italiano († 1940)
- Luigi Spreafico, pittore, decoratore e restauratore italiano († 1923)
- Janet Stancomb-Wills, politica britannica († 1932)
- Claude Thomas Stanfield Moore, pittore britannico († 1901)
- Evgenija Dmitrievna Subbotina, rivoluzionaria russa
- Efruzina Vikent'evna Supinskaja, rivoluzionaria russa († 1879)
- Ulisse Tanganelli, poeta, magistrato e avvocato italiano († 1931)
- William Tattenbaum, pistolero statunitense († 1881)
- Adolfo Tettoni, generale italiano († 1922)
- Francis Heron, calciatore inglese († 1914)